# Rocade (militaire)
Pour les articles homonymes, voir Rocade.
 (février 2024).
Si vous disposez d'ouvrages ou d'articles de référence ou si vous connaissez des sites web de qualité traitant du thème abordé ici, merci de compléter l'article en donnant les références utiles à sa vérifiabilité et en les liant à la section « Notes et références ».

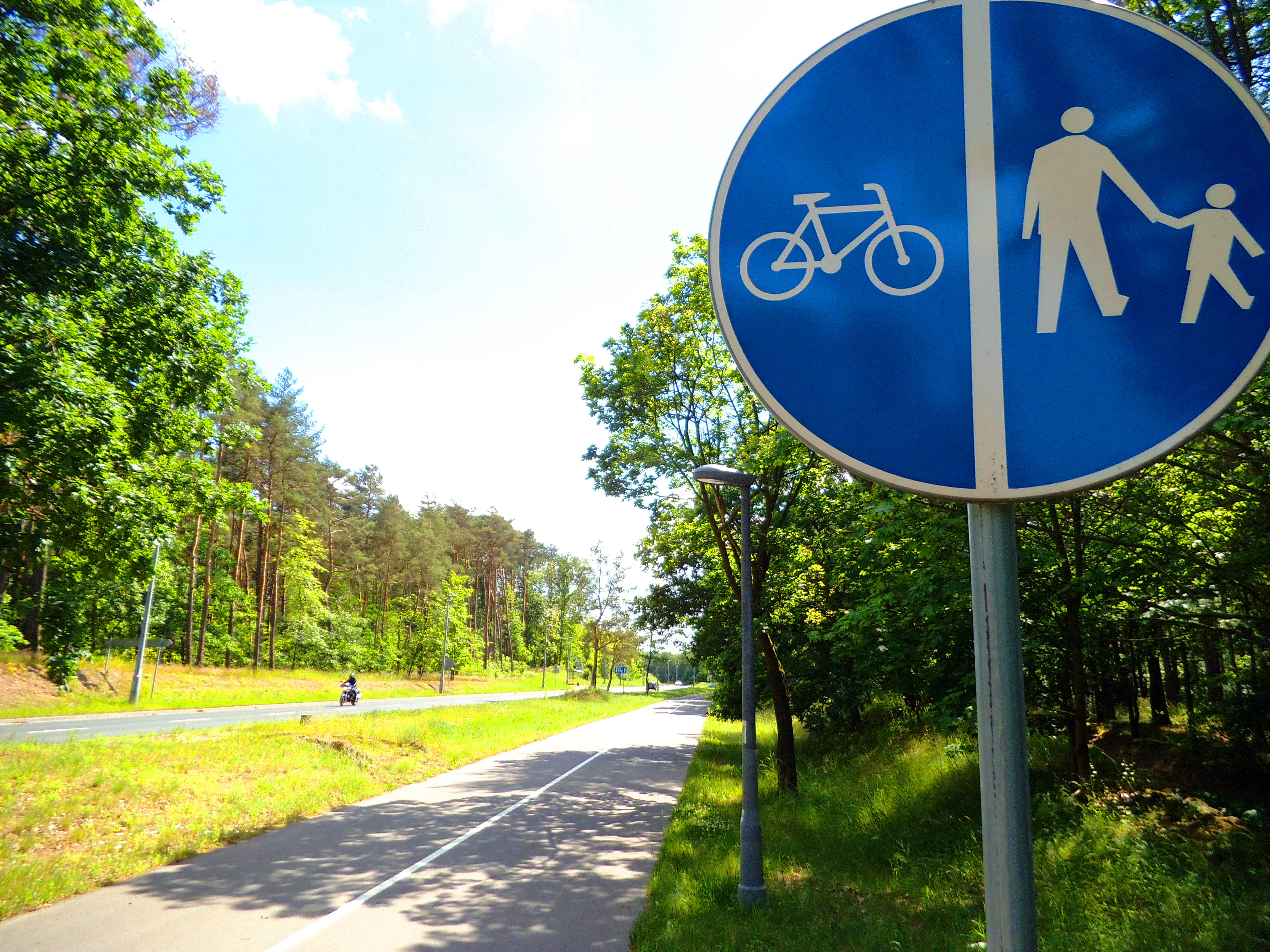
Ancienne rocade de la forteresse de Toruń (Pologne), doublée aujourd'hui d'une piste cyclable.

Dans le domaine militaire, une rocade est une voie destinée à l'approvisionnement des lieux fortifiés d'une place forte en ravitaillement et en munitions, ainsi qu'au déplacement des renforts sur les points menacés lors d'une attaque.
Dans les fortifications anciennes, la rocade est un chemin doublant le chemin de ronde : protégée des coups de l'ennemi, elle se trouve au pied des courtines du côté intérieur de la fortification ou à sa proximité immédiate (rue la plus proche). En effet, en cas d'urbanisme non contrôlé ou de cité au bâti dense, il est fréquent de voir des maisons édifiées en contrebas des courtines.
À cette époque, la rocade n'était pas un élément de défense théorisé comme il le sera plus tard. Pourtant la double enceinte de la cité de Carcassonne offre, entre chaque mur, un exemple pertinent de ce qui sera une rocade militaire dans les sites plus modernes.
Dans les fortifications modernes (système Séré de Rivières ou ligne Maginot), la rocade est une route et/ou un chemin de fer reliant les ouvrages de défense d'une place forte. Parallèle à ligne de front, elle se trouve à l'intérieur du périmètre défensif et hors de portée ou à l'abri des armes de l'ennemi pour que son activité ne puisse pas être perturbée lors des sièges.
Dans les opérations de mobilisation générale, les voies de communication sont classées en pénétrantes (acheminant troupes et matériel de l’arrière vers l’avant) et rocades, permettant le transport parallèlement au front. Il peut y avoir plusieurs échelons de rocade.